# Космос-656
Ко́смос-656 (Индекс ГУКОС — 11Ф615А9, 7К-Т/А9 № 61) — советский беспилотный транспортный космический корабль запущенный для проведения испытательного полёта по доставке экипажа на военную орбитальную станцию «Алмаз».

## История создания
Во второй половине 1969 года в ЦКБЭМ шли работы по созданию долговременной орбитальной станции (ДОС). Для доставки на станцию экипажей было решено создать транспортный корабль на базе Союз 7К-ОК. Данная модификация «Союза» получил обозначение «7К-Т» (транспортный) и индекс 11Ф615А8.
В начале 1972 года в ЦКБЭМ была проведена работа над модификацией эскизного проекта Союз 7К-Т для реализации возможности использования данного корабля для обеспечения орбитальной станцией «Алмаз». Новая модификация корабля получила индекс 11Ф615А9.
Основное отличие модификации «Союзов» 11Ф615А9 от 11Ф615А8 заключалось в конструкции антенны отсека системы стыковки «Игла».
Суть доработки — антенна перед самой стыковкой с орбитальной станцией откидывалась назад, что позволяло избежать столкновения с солнечными батареями и антеннами станции.
В рамках летно-конструкторских испытаний станции «Алмаз» первого этапа планировалось запустить три станции. Предполагалось, что на первой станции программы «Алмаз» будут работать два экипажа, поэтому в 1972 году в ЦКБЭМ началось изготовление двух кораблей для пилотируемых миссий и один беспилотный для испытательного полёта. Им присвоили заводские номера № 1 (впоследствии — «Космос-656»), № 62 («Союз-14») и № 63 («Союз-15») и стали называть машинами 60-й серии.

## Конструкция
Конструкция корабля «Союз 7К-Т/А9» позволяла транспортировать на низкую околоземную орбиту экипаж из двух человек.
Длина корабля составляла 7,48 м, а максимальный диаметр не превышал 2,72 м. Объём жилого отсека — 11 м3.
Общая масса корабля составляла 6,85 тонны, из которых на топливо приходилось не больше, чем 500 кг.
Источником энергии служили солнечные батареи. Общая потребляемая мощность космического корабля «Союз 7К-Т/А9» составляла не более, чем 840 Вт.

### Двигательная установка
Корабли серий «Союз 7К-ОК», «7К-Т» и «7К-Т/А9» были оборудованы корректирующее-тормозной двигательной установкой (ДУ) КТДУ-35, разработанной в 1962—1967 годах коллективом Конструкторского бюро химического машиностроения (ныне — КБХМ им. Исаева). ДУ КТДУ-35 имеет два ЖРД — основной и резервный, работающий при отказе основного двигателя или при отклонении в работе вспомогательных двигателей.
Основной ЖРД — представлял собой однокамерный ЖРД открытого цикла многократного включения с насосной подачей самовоспламеняющегося топлива.
В качестве топлива использовался гептил в комбинации с азотнокислым окислителем — АТ. Для управления автоматикой ДУ использовался сжатый азот.
Основной ЖРД позволял развивать максимальную тягу до 4,09 кН, удельный импульс до 280 секунд. Давление в камере сгорания не более, чем 3,92 МПа, давление на выходе из камеры — 3,9 кПа, максимально допустимое число включений до 25 при длительности работы от долей до нескольких сотен секунд. Максимальное время работы свыше 500 секунд.
Резервный ЖРД — двухкамерный с рулевыми соплами, работающими на генераторном газе, позволял развивать максимальную тягу до 4,03 кН с удельным импульсом не более, чем 270 секунд.

## Описания полёта

### Запуск
Космический аппарат «Космос-656» был запущен 27 мая 1974 года ракета-носителем «Союз» (индекс — 11А511, серийный номер — А15000-32) со стартовой площадки № 31 космодрома Байконур.
Официальная цель полёта — измерения термодинамических параметров и наблюдения поведения жидкого гелия во время полета (температура, давление, расход гелия) на околоземной орбите.

### Программа полёта
29 мая 1974 года согласно программе полёта была успешно осуществлено испытание систем сближения и стыковки беспилотного корабля «Космос-656» со станцией «Салют-3», разработанной в ЦКБМ под руководством В. Н. Челомея.
Также в ходе миссии «Космос-656» были осуществлены испытания сверхпроводящей магнитной системы с полем напряжённостью до 1,6 МА/, а также ряд исследований жидкого гелия, находившегося в закритическом состоянии.

## Статьи
- Шамсутдинов С. Легендарный корабль «Союз» // Новости космонавтики. — ФГУП ЦНИИмаш, 2002. — № 4. Архивировано 21 февраля 2014 года.
- Марчуков Юрий. «Союз» нерушимый // Калининградская правда (Королев). — 2003. Архивировано 21 апреля 2012 года.
- И. Афанасьев, И. Маринин, С. Шамсутдинов. Четверть века «Алмазу // Новости космонавтики. — ФГУП ЦНИИмаш, 2003.